# SC 1903 Weißenfels
SC 1903 Weißenfels was een Duitse voetbalclub uit Weißenfels, Saksen-Anhalt.

## Geschiedenis
De club werd opgericht in 1903 en sloot zich aan bij de Midden-Duitse voetbalbond. De club speelde vanaf 1912 in de competitie van Saale-Elster. De club eindigde twee keer op een derde plaats, op vijf deelnemers. Tijdens de Eerste Wereldoorlog trok de club zich terug uit de competitie. In 1919 vond er een competitieherstructurering plaats en werden enkele competities verenigd tot grotere competities. De clubs uit Saale-Elster werden in de Kreisliga Saale ondergebracht, waar de Saale-Elster competitie nog wel als tweede klasse fungeerde. In 1922 werd de club groepswinnaar en nam deel aan de promotie-eindronde, maar werd daar laatste. Het volgende seizoen werd de club slechts vierde, maar na dit seizoen werd de Kreisliga ontbonden en werd de Saale-Elster competitie terug opgewaardeerd tot hoogste klasse (Gauliga), waardoor er vijf teams uit de tweede klasse promoveerden. 
De club speelde meer een bijrol in de competitie en speelde in de schaduw van succesvollere stadsrivalen Weißenfelser FV Schwarz-Gelb 1903 en TuRV 1861 Weißenfels. Na 1933 werd de competitie grondig geherstructureerd. Alle Midden-Duitse competities werden gedegradeerd tot derde klassen en vervangen door de Gauliga Mitte en Gauliga Sachsen. Als zesde in de stand plaatste de club zich ook niet voor de Bezirksklasse Halle-Merseburg, die nu de tweede klasse werd en bleef in de Saale-Elstercompetitie, die als Kreisklasse nu de derde klasse werd. De club slaagde er niet meer in te promoveren.
In 1945 werden alle Duitse voetbalclubs ontbonden, SC 1903 werd niet meer heropgericht.